# باب جنة
باب جنة قرية في ناحية صلنفة التابعة لمنطقة الحفّة في محافظة اللاذقية وترتفع عن سطح البحر 1380 م. بلغ عدد سكانها 996 نسمة حسب تعداد عام 2004.